# Два довгих гудки в тумані
«Два довгих гудки в тумані» (рос. «Два долгих гудка в тумане») — російський радянський повнометражний кольоровий художній фільм, поставлений на Кіностудії «Ленфільм» в 1980 році режисером Валерієм Родченко.
Прем'єра фільму в СРСР відбулася в липні 1981 року.

## Сюжет
Гідролітак Ан-2 перевозить велику суму готівки. Через обставини, що склалися, пілотам довелося посадити літак на озері далеко від місця призначення, у безлюдній засніженій тундрі. Неочікуваний шквал відносить літак без екіпажа від берега. Ан-2 виявляє невідомий. Він забирає частину грошей, спалює літак і вбиває випадкового свідка-геолога.
В цей самий час річкою здійснює останнє за навігацію плавання з декількома пасажирами. Густий туман змушує судно встати посеред річки на якір і періодично давати два довгих гудки для запобігання зіткненню з іншими судами. За час стоянки на борту відбувається вбивство, до якого причетний хтось із пасажирів теплохода. Капітан береться з'ясувати, хто злочинець...

## Ролі
- Микола Гринько — Капітаном Калашников (роль озвучив — Олександр Дем'яненко)
- Олександр Пороховщиков — Ісаєв
- Олена Капіца — Ніна (роль озвучила — Ольга Волкова)
- Дагун Омаєв — Дагоєв
- Любов Віролайнен — Віра
- Віктор Проскурін — Чекин
- Андрій Толубєєв — Гусаков
- Олександр Коваленко — Фролов (роль озвучив — Ігор Єфімов)
- Олександр Суснін — Чиж
- Володимир Пожидаєв — Фомушкін
- Пеетер Урбла — старпом
- Микола Федорцов — другий помічник

## В епізодах
- Азамат Багіров — епізод
- Юрій Башков — боцман
- Володимир Дятлов — матрос
- Іван Ганжа — потонув інкасатор
- Святослав Копилов — епізод
- Микола Кошелєв — епізод
- Б. Родін — епізод
- Олег Хроменков — кок Єгорович
- Володимир Шаварін — епізод

## Знімальна група
- Автор сценарію: Едгар Дубровський
- Режисер-постановник: Валерій Родченко
- Оператор-постановник: Володимир Ільїн
- Художник-постановник: Борис Бурмістров
- Композитор: Аркадій Гагулашвілі
- Звукооператор: Ірина Черняховська
- Режисер: Наталія Чалікова
- Оператор: Віктор Соловйов
- Монтаж: Тетяни Пулиной
- Грим: Вадима Халаімова
- Костюми: Г. Хомченко
- Режисерська група: М. Голубєва, І. Павлова, С. Макарічев
- Комбіновані зйомки:
Оператор: Ю. Дудов
Художник: Віктор Оковитий
- Адміністративна група: В. Гришин, А. Наумович, Б. Родін
- Консультанти: Ю. Волженков, В. Желтов
- Редактори: Світлана Пономаренко, Є. Шмідт
- Директор картини: Юрій Губанов

У зйомках брав участь екіпаж теплохода «Червоногвардієць» Північно-Західного річкового пароплавства.